# Desisa chinensis
Desisa chinensis là một loài bọ cánh cứng trong họ Cerambycidae.